# Balima Mahamadi
Balima Mahamadi est un coureur cycliste ivoirien né le 20 avril 1980.

## Palmarès
- 2008
  - 1 étape du Tour de l'est international
  - 1 étape du Tour de l'or blanc

## Classements mondiaux
| Année           | 2014 |
| --------------- | ---- |
| UCI Africa Tour | 79e  |